# The Matrix Awakens
Matrix Awakens — відеоігра з відкритим світом 2021 року та технологічна демонстрація, розроблена Epic Games за допомогою Unreal Engine 5 у партнерстві з Warner Bros. Pictures, The Coalition, Wētā FX, Evil Eye Pictures, SideFX та інших для консолей PlayStation 5 та Xbox Series X і Series S, що слугує маркетинговим зв'язком для фільму 2021 року «Матриця: Воскресіння».
Випущена під час Game Awards 2021 9 грудня 2021 року відеогра містить Триніті (Керрі-Енн Мосс) та Нео (Кіану Рівз), а також фотореалістичні 3D-скановані моделі акторів Мосса та Рівза, зображених ними самими, у кінематографічних сценах та сценах шутера QTE, де гравець може взяти під контроль IO, персонажа, якого Epic Games представила за допомогою інструменту для створення MetaHuman від Unreal.
Хоча демо не було випущено для ПК, Epic Games випустила міське середовище в демо як зразок проєкту під назвою «City Sample» у своїй майстерні Unreal Engine 5. Це було негайно використано фанатами для створення спеціального пакета для Windows, у якому можна орієнтуватися містом, пропонуючи можливість контролювати кілька параметрів ігрового движка, у грі також є NPC з AI, які генеруватимуть розмови, коли гравці використовують аудіо. Активи також були повторно використані пізніше в кількох створених фанатами демо-версіях із такими персонажами Людини-павука та Бетмена.

## Розробка
Демонстрацію написала та зрежисерувала Лана Вачовскі — режисерка Resurrections, а в проєкті брали участь багато членів команди, яка працювала над першими трьома фільмами Матриці, зокрема Джон Гаета, Джеймс МакТейг, Кім Барретт та Кім Лібрері, головний технічний директор компанії Епічні ігри.

## Реакція
Eurogamer прокоментував, що гра має «відповідний 4K» на PS5 та Xbox Series X завдяки використанню технології тимчасової надроздільності TSR для рендерингу субнативного рендерингу. Ars Technica високо оцінила демонстраційні ефекти трасування променів та освітлення, а також діапазон його Draw distance. Веб-сайт VentureBeat висловив думку, що ця демонстрація технології є «досить гарним знаком того, що Epic Games серйозно налаштовані на створення власного метавсесвіту». GameSpot прокоментував, що The Matrix Awakens — це "вражаюча технічна демонстрація, яка значною мірою сприяє розмиванню меж між іграми та фільмами, а можливо, навіть між реальністю ", як випливає з розгортання розповіді в демо.